# دولت سیزدهم جمهوری اسلامی ایران
دولت سیزدهم جمهوری اسلامی ایران توسط هشتمین رئیس‌جمهور ایران، سید ابراهیم رئیسی که در انتخابات ریاست‌جمهوری ۱۴۰۰ پیروز شد در ۱۲ مرداد ۱۴۰۰ تشکیل شده است. رئیسی در ۳۰ اردیبهشت ۱۴۰۳ در سانحه سقوط بالگرد به همراه حسین امیرعبداللهیان (وزیر امور خارجه)، سید محمدعلی آل هاشم (امام جمعه تبریز) و مالک رحمتی (استاندار استان آذربایجان شرقی) کشته شد و بر پایهٔ اصل ۱۳۱ قانون اساسی تا زمان برگزاری انتخابات ریاست‌جمهوری زودهنگام، محمد مخبر معاون اول رئیس‌جمهور به‌طور موقت با فرمان سید علی خامنه‌ای به‌عنوان مدیر موقت قوه مجریه، اختیارات و مسئولیت‌های ریاست‌جمهوری را به عهده گرفت.

## مراسم تحلیف
تحلیف سید ابراهیم رئیسی در ۱۴ مرداد ۱۴۰۰ برگزار شد. مهمانانی از ۷۲ کشور و چندین نهاد بین‌المللی و منطقه‌ای و از رهبران دینی و رؤسای جمهور کشورهای مختلف از جمله رؤسای جمهور عراق و افغانستان، نخست‌وزیران ارمنستان و الجزایر، محمد بارکیندو، دبیرکل اوپک، بدر البوسعیدی، وزیر خارجه عمان و نعیم قاسم، قائم‌مقام دبیرکل حزب‌الله لبنان و انریکه مورا، قائم‌مقام مسئول روابط خارجی اتحادیه اروپا در این مراسم حضور یافتند.

## وزرای پیشنهادی
اسامی وزیران پیشنهادی سید ابراهیم رئیسی برای دولت سیزدهم که در ۲۰ مرداد ۱۴۰۰ به مجلس معرفی شدند به این شرح است:
1. حسین باغگلی (آموزش و پرورش)
2. عیسی زارع‌پور (ارتباطات و فناوری اطلاعات)
3. سید اسماعیل خطیب (اطلاعات)
4. سید احسان خاندوزی (امور اقتصادی و دارایی)
5. حسین امیرعبداللهیان (امور خارجه)
6. بهرام عین‌اللهی (بهداشت، درمان و آموزش پزشکی)
7. حجت‌الله عبدالملکی (تعاون، کار و رفاه اجتماعی)
8. سید جواد ساداتی‌نژاد (جهاد کشاورزی)
9. امین‌حسین رحیمی (دادگستری)
10. محمدرضا قرایی آشتیانی (دفاع)
11. رستم قاسمی (راه و شهرسازی)
12. سید رضا فاطمی‌امین (صنعت، معدن و تجارت)
13. محمدعلی زلفی‌گل (علوم، تحقیقات و فناوری)
14. محمدمهدی اسماعیلی (فرهنگ و ارشاد اسلامی)
15. احمد وحیدی (کشور)
16. سید عزت‌الله ضرغامی (میراث فرهنگی، گردشگری و صنایع دستی)
17. جواد اوجی (نفت)
18. علی‌اکبر محرابیان (نیرو)
19. سید حمید سجادی (ورزش و جوانان)

## سفرهای استانی
رئیس‌جمهور دولت سیزدهم در طول ۳۳ ماه ریاست‌جمهوری ۴۷ سفر استانی داشته که بودجه تصویب شده مجموع این سفرها ۳۰۰ همت بوده است.

## یادداشت
1. ↑  نام این معاونت در سال ۱۴۰۱، از «معاونت علمی و فناوری» به «معاونت علمی، فناوری و اقتصاد دانش‌بنیان» تغییر کرد.
2. ↑  در بعضی منابع ۴۹ سفر ذکر شده[۶۵][۶۶]